# Дуров, Николай Павлович
Никола́й Па́влович Ду́ров (1831—1879) — профессор института инженеров путей сообщения. Библиофил.

## Биография
Происходил из дворян Дуровых Санкт-Петербургской губернии. Родился 13 (25) ноября 1834 года.
В 1846—1850 годах учился в Институте Корпуса инженеров путей сообщения, из которого был выпущен поручиком с назначением в распоряжение XI округа путей сообщения. В 1856 году он был назначен помощником начальника 1-го стола департамента проектов и смет главного управления путей сообщения и публичных зданий, а в 1858 году прикомандирован к институту Корпуса инженеров путей сообщения — в число репетиторов с оставлением при вышеупомянутой должности. В 1861 году Дуров был произведён в штабс-капитаны. Спустя три года его избрали хранителем музея института и назначили репетитором.
В 1867 году он был переименован в надворные советники, а 13 декабря 1872 года — избран экстраординарным профессором института по кафедре начертательной геометрии. Кроме этого в течение 1862—1877 годов он преподавал начертательную геометрию и руководил черчением на химическом отделении Санкт-Петербургского технологического института.
В 1877 году он был произведён в статские советники и избран ординарным профессором, но в следующем году психически заболел и потому вышел в отставку, а затем вскоре и умер — 22 января (3 февраля) 1879 года. Был похоронен на Волковском православном кладбище с Музой Семёновной Дуровой (1814—1874) и её родственниками: Ардалионом Семёновичем (1812—1854), Николаем Семёновичем (1818—1878) и Семёном Егоровичем (1778—1819) Самойловыми.
Дуровым были напечатаны: «Руководство геометрического черчения» (совм. с Гавловским; СПб., 1874); «Материалы для истории строительного дела в России» (проект графа Миниха о предохранении С.-Петербурга от наводнений) // Журн. Гл. Упр. Пут. Сообщ. Т. 30, отд. І.; «Материалы для истории строительного дела в России» (проект соединения Волги с Доном, Бреккель и Перри) //Журн. Гл. Упр. Пут. Сообщ. и Публ. зданий Т. 42, кн. І, отд. II (неоф.); «[https://viewer.rsl.ru/ru/rsl01003543669?page=2&rotate=0&theme=white Материалы для истории строительного дела в России» (строители Петрова времени и работы их. Канал Петра Великого в Кронштадте)] //Журн. Гл. Упр. Пут. Сообщ. Т. 37, кн. III, отд. II.
Н. П. Дуров собрал замечательную библиотеку, в которой встречались такие редкие книги, как, например, «Путешествие» Радищева, трагедия Я. Б. Княжнина «Вадим» в современном издании, уничтоженном при Екатерине II и др. К сожалению, после его смерти библиотека была куплена московским книгопродавцем Готье, который распродал её по частям разным любителям и собирателям книг. Дуровым были напечатаны некоторые материалы из библиотеки с примечаниями.

## Семья
Женился на дочери титулярного советника Зинаиде Николаевне Самойловой. У них родились:
- Николай (18.12.1862—?)
- Зинаида (19.07.1864—?)
- Александр (23.01.1866—?)